# Befriedung der Ukrainer in Ostgalizien

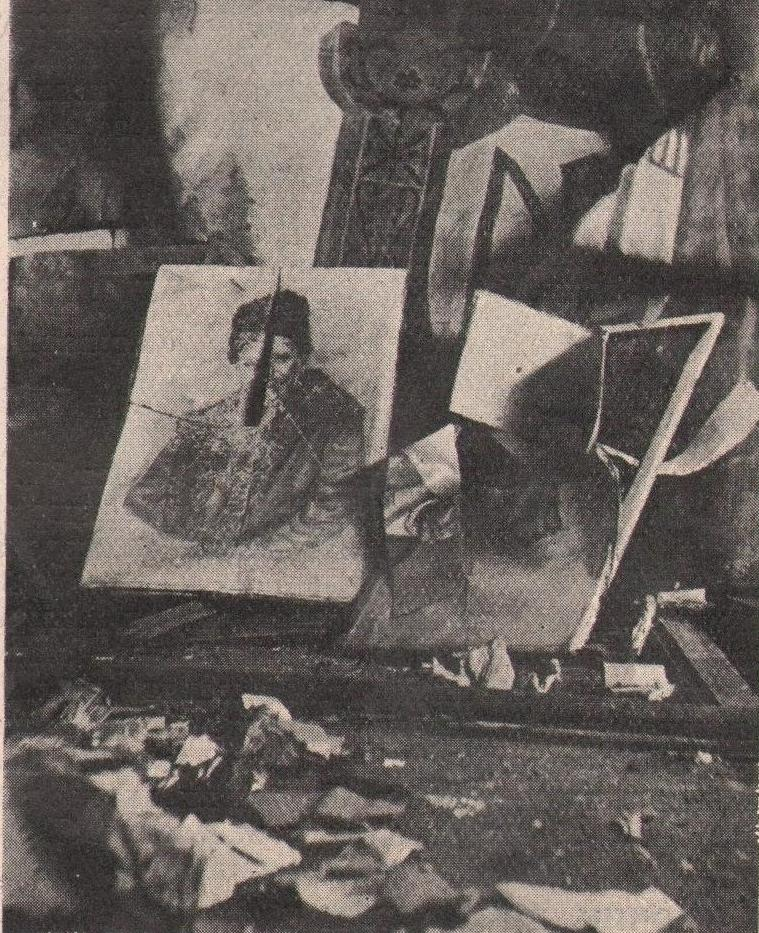
Lesesaal der Proswita-Gesellschaft, der während der Befriedung im September/Oktober 1930 abgerissen wurde. Knjahynytschi (heute Rajon Rohatyn)

Die sogenannte Befriedung der Ukrainer in Ostgalizien (polnisch Pacyfikacja Małopolski Wschodniej) war eine Strafaktion gegen die ukrainische Bevölkerung in Polen, die von September bis November 1930 von Polizei und Militär der Zweiten Polnischen Republik durchgeführt wurde. Der Fall wurde auch vom Völkerbund untersucht. Mehr als 1700 Ukrainer wurden verhaftet, eine Reihe ukrainischer Organisationen verboten und Gymnasien mit ukrainischer Unterrichtssprache geschlossen.

## Historischer und geopolitischer Hintergrund

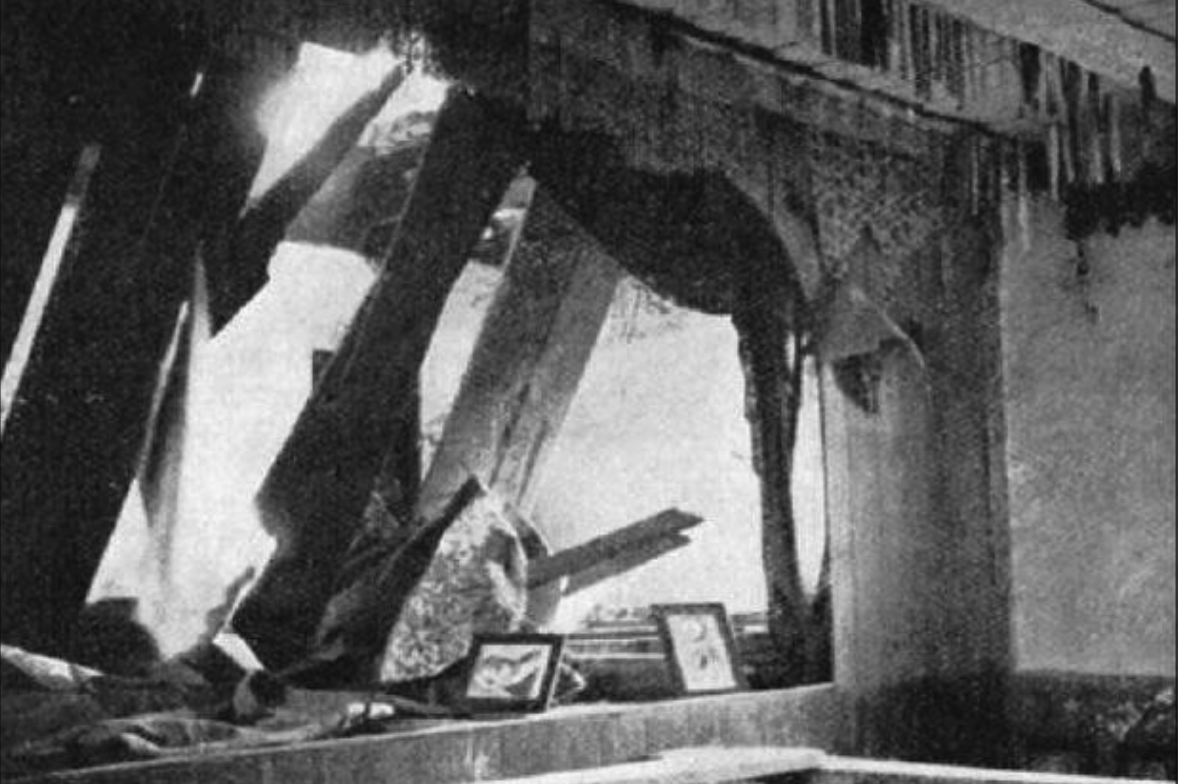
Der Proswita-Lesesaal im Dorf Hai, Bezirk Lwiw, wurde am 5. Oktober 1930 zerstört.

Nach dem Friedensvertrag von Riga von 1921 gehörten die Gebiete der Westukrainischen Republik nun vollständig zu Polen. Um das neue Gebiet zu kontrollieren und die Verpflichtungen gemäß dem vom polnischen Sejm am 17. Dezember 1920 verabschiedeten Gesetz „Über die Vergabe von Grundstücken an Soldaten der polnischen Armee“ zu erfüllen, wurden den Veteranen der polnischen Armee sowie den Zivilisten die Grundstücke in Kresy zugeteilt. Den Siedlern wurde das Land zugewiesen, sie konnten aber auch von dem Land entfernt werden, wenn sie die Siedlungs- oder Entwicklungsverpflichtung gemäß einer Entscheidung des Siedlungsausschusses nicht erfüllten. Diese neuen Siedler wurden als Kolonisten oder Osadniks (polnisch: osadnik/osadnicy) bekannt.

## Die Rechte der Ukrainer gemäß den Friedensverträgen des Ersten Weltkriegs
Die Rechte der Ukrainer im wiederhergestellten Polen wurden durch zwei internationale Abkommen geregelt: vom Vertrag von Versailles (von 28. Juni 1919) zwischen den Alliierten und Polen und von dem „Friedensvertrag zwischen Polen, Russland und der [sowjetischen] Ukraine“ (vom 18. März 1921).
Die Artikel 7, 8 und 9 des ersten Vertrages sahen Folgendes vor:
(7)“Der freie Gebrauch jeder Sprache durch polnische Staatsangehörige im privaten Verkehr, im Handel, in der Religion, in der Presse oder in Veröffentlichungen jeder Art oder bei öffentlichen Versammlungen darf nicht eingeschränkt werden. Ungeachtet der Einführung einer Amtssprache durch die polnische Regierung sind den polnischen Staatsangehörigen nichtpolnischer Sprache angemessene Erleichterungen für den mündlichen oder schriftlichen Gebrauch ihrer Sprache vor den Gerichten zu gewähren.”
(8)“Polnische Staatsangehörige, die rassischen, religiösen oder sprachlichen Minderheiten angehören, genießen die gleiche rechtliche und tatsächliche Behandlung und Sicherheit wie die übrigen polnischen Staatsangehörigen. Insbesondere haben sie das gleiche Recht, auf eigene Kosten karitative, religiöse und soziale Einrichtungen, Schulen und andere Bildungseinrichtungen zu gründen, zu leiten und zu kontrollieren, wobei sie das Recht haben, ihre eigene Sprache zu verwenden und ihre Religion dort frei auszuüben”
(9) “In Städten und Bezirken, in denen ein beträchtlicher Anteil polnischer Staatsangehöriger einer rassischen, religiösen oder sprachlichen Minderheit angehört, ist diesen Minderheiten ein gerechter Anteil an der Inanspruchnahme und Verwendung der Mittel zu sichern, die aus öffentlichen Mitteln des staatlichen, kommunalen oder sonstigen Haushalts für erzieherische, religiöse oder wohltätige Zwecke bereitgestellt werden können.”
Die Artikel 7, 8 und 9 des zweiten Vertrages sahen Folgendes vor:
“Russland und die Ukraine verpflichten sich, daß Personen polnischer Staatsangehörigkeit in Russland, der Ukraine und Weißruthenien [Belarus] in Übereinstimmung mit den Grundsätzen der Gleichheit der Völker volle Garantien für die freie geistige Entwicklung, den Gebrauch ihrer Landessprache und die Ausübung ihrer Religion genießen. Polen verpflichtet sich, die gleichen Rechte für Personen mit russischer, ukrainischer und weißruthenischer [Belarusischer] Staatsangehörigkeit in Polen anzuerkennen.”

## Tatsächliche Lage
Die Ansiedlung war begleitet von Ankündigungen sprachlicher und religiöser Einschränkungen, die Teil der Politik der Polonisierung der hinzugewonnenen Gebiete waren, und betrafen insbesondere den orthodoxen Glauben. Dies war insbesondere auf den Einfluss der Nationaldemokratischen Partei zurückzuführen, deren Programm und Slogan „Polen für die Polen“ lautete (1928 wurde die Partei in Stronnictwo Narodowe – Nationale Partei – umbenannt).

## Eskalation
Dies führte zu den Protesten in Form von Sabotageakten. Als es den Polizeibehörden nicht gelang, die Anschläge zu beenden, reagierte die polnische Regierung mit massiven Repressionen, die zu einer neuen Krise in den Beziehungen zwischen dem polnischen Staat und der ukrainischen Minderheit führten. Die sogenannten „Pazifikationen“ bestanden darin, dass Polizei- und Militäreinheiten Durchsuchungen von mehreren hundert Dörfern vornahmen, in denen Bewohner im Verdacht standen, für Sabotageakte verantwortlich zu sein. Bei diesen Durchsuchungen wurden viele Gebäude verwüstet und zahlreiche Bewohner geschlagen oder auf andere Art misshandelt. Dabei kam es zu etlichen Todesfällen. Mehr als 1700 Ukrainer wurden verhaftet, eine Reihe ukrainischer Organisationen verboten und Gymnasien mit ukrainischer Unterrichtssprache geschlossen. Die Bestrafungsmaßnahmen wurden von Bronisław Pieracki geleitet. Dieses Ereignis hat zu einer erheblichen Radikalisierung der ukrainischen Gesellschaft in Polen geführt.